# Canal de Castilla

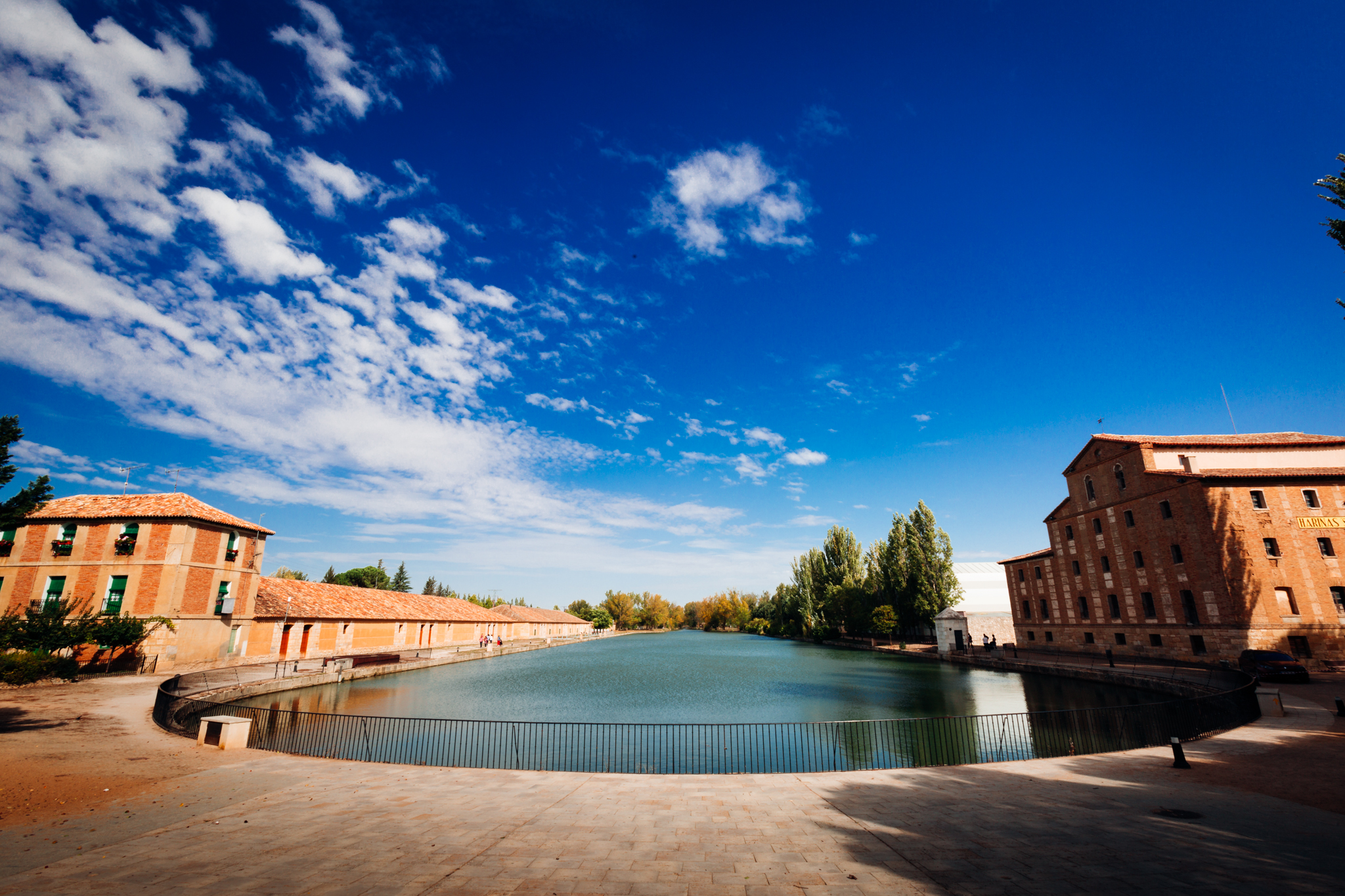
Ladezone am Canal de Castilla in Medina de Rioseco

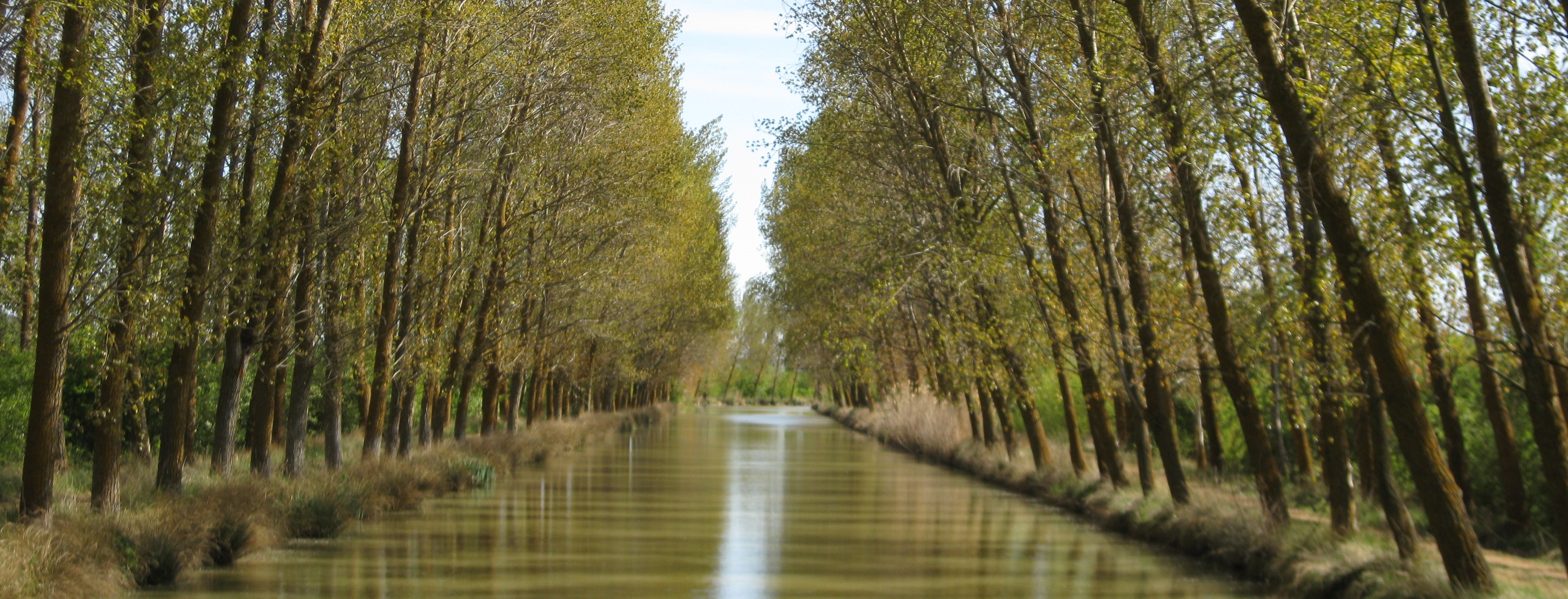
Ramal de Campos del Canal de Castilla (Medina de Rioseco).

Der Canal de Castilla (Kastilischer Kanal) im nördlichen Zentralspanien wurde im ausgehenden 18. und beginnenden 19. Jahrhundert gebaut und war eines der wichtigsten Infrastrukturprojekte seiner Zeit in Spanien. Er gilt als ingenieurtechnische Meisterleistung.
Der durchschnittlich etwa 8 m breite Kanal sollte den Getreidetransport von Kastilien in die Hafenstädte der Nordküste vereinfachen, Getreidemühlen antreiben und als Hauptbewässerungsader der landwirtschaftlich genutzten Flächen der Region Tierra de Campos in Kastilien dienen. Seit dem Aufkommen der Eisenbahn blieben ihm nur noch die beiden letztgenannten Funktionen.

## Lage
Der Kanal befindet sich im nördlichen und zentralen Teil der Nordmeseta in der Autonomen Gemeinschaft Kastilien-León und durchfließt Teile der Provinzen Burgos, Palencia und Valladolid.
Mit drei Armen und einer Gesamtlänge von 207 km ist er wie ein umgedrehtes Ypsilon geformt. Der im Wesentlichen parallel zum Río Pisuerga verlaufende nördliche Arm beginnt in Alar del Rey im Nordosten der Provinz Palencia. In Calahorra de Ribas kreuzt er den Río Carrión, der ihn mit Wasser versorgt, und bei Grijota nahe Palencia gabelt sich der Kanal. Palencia selbst ist über einen Stichkanal angebunden. Der südliche Arm führt weiter parallel zum Río Pisuerga nach Valladolid. Der südwestliche Zweig (Ramal de Campos) durchfließt die Agrarlandschaft der Tierra de Campos und endet in Medina de Rioseco in der Provinz Valladolid; von ihm zweigt ca. 10 km südwestlich von Paredes de Nava der im Jahr 1994 begonnene und zwischenzeitlich nahezu fertiggestellte Canal Cea-Carrión ab.

## Vorgeschichte
Die Vorüberlegungen zum Kanalbau datieren auf das 16. und 17. Jahrhundert, den Anstoß bildete die Entwicklung künstlicher Wasserstraßen in anderen Teilen Europas. Im Jahr 1549 begann Bartolomé Bustamante mit einer Machbarkeitsstudie, wie der Pisuerga für hydrografische Projekte genutzt werden könnte. Im 18. Jahrhundert, zur Zeit Ferdinand VI. wurden diese Überlegungen auf Initiative des Marqués de la Ensenada entstaubt und weiter verfolgt. Zugrunde lag die Idee, die ökonomische Entwicklung anzukurbeln, indem man die Infrastruktur verbessert und die jeweiligen Wirtschaftszentren besser miteinander verbindet. Begonnen wurden schließlich zwei Projekte: der Canal Imperial de Aragón und der Canal de Castilla.

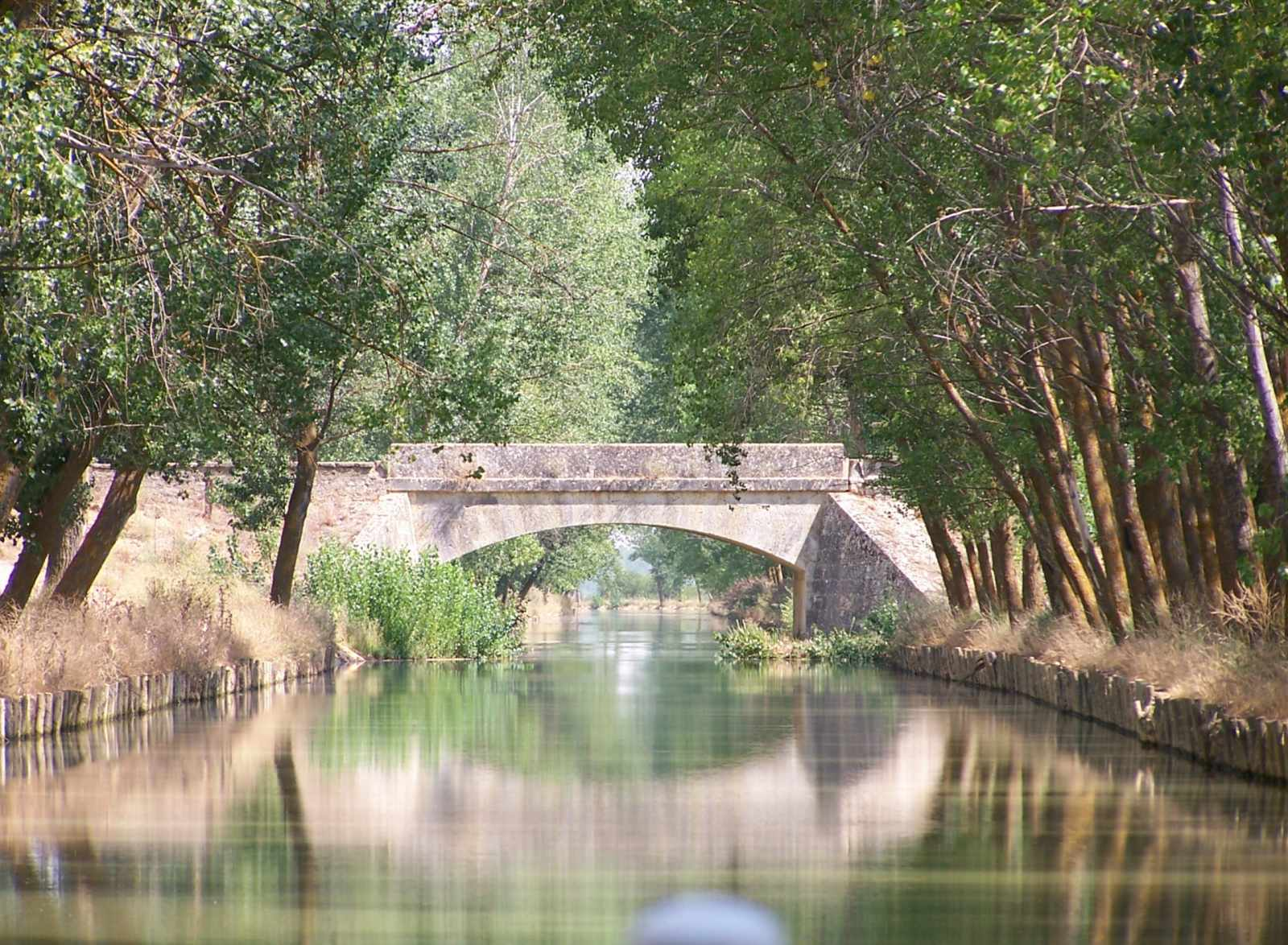
Canal de Castilla bei Medina de Rioseco

## Bau des Kanals
Der Bau des Kanals wurde im Jahr 1753 unter der Leitung von Carlos Lemour und Antonio Ulloa begonnen. Ziel war es, Reinosa (Kantabrien) mit El Espinar (Segovia) zu verbinden. Ökonomische und politische Schwierigkeiten behinderten jedoch die Arbeiten und führten zur Verkleinerung des Projektes. Ferdinand VII. sah sich durch den Mangel an öffentlichen Mitteln gezwungen, im Jahr 1828 die „Königliche Gesellschaft der kastilischen Kanäle“ (Real Junta de Canales de Castilla) zu gründen und den weiteren Bau und Betrieb des Kanals in privatwirtschaftliche Hände zu legen. 1850 begann die Nachfolgerin Sociedad Anónima del Canal (Kanal AG), nach mehr als hundert Jahren voller Schwierigkeiten und verzögerter Bauarbeiten, den Kanal zu betreiben und zu vermarkten.

## Wirtschaftlicher Nutzen
Bis zur Einweihung der Eisenbahnlinie Venta de Baños-Alar del Rey im Jahr 1860 war der Getreidetransport per Schiff der wichtigste wirtschaftliche Nutzen des Kanals, durch die Konkurrenz geschwächt brach der Warenverkehr mit der Inbetriebnahme der Eisenbahnlinie Valladolid – Medina de Rioseco komplett zusammen. Damit blieb nur die Energiegewinnung an den Schleusen (Antrieb von Getreidemühlen, später Stromgewinnung) und die Bewässerung (ca. 23.000 ha) als wirtschaftliche Momente des Kanals.

## Kulturelle und ökologische Bedeutung

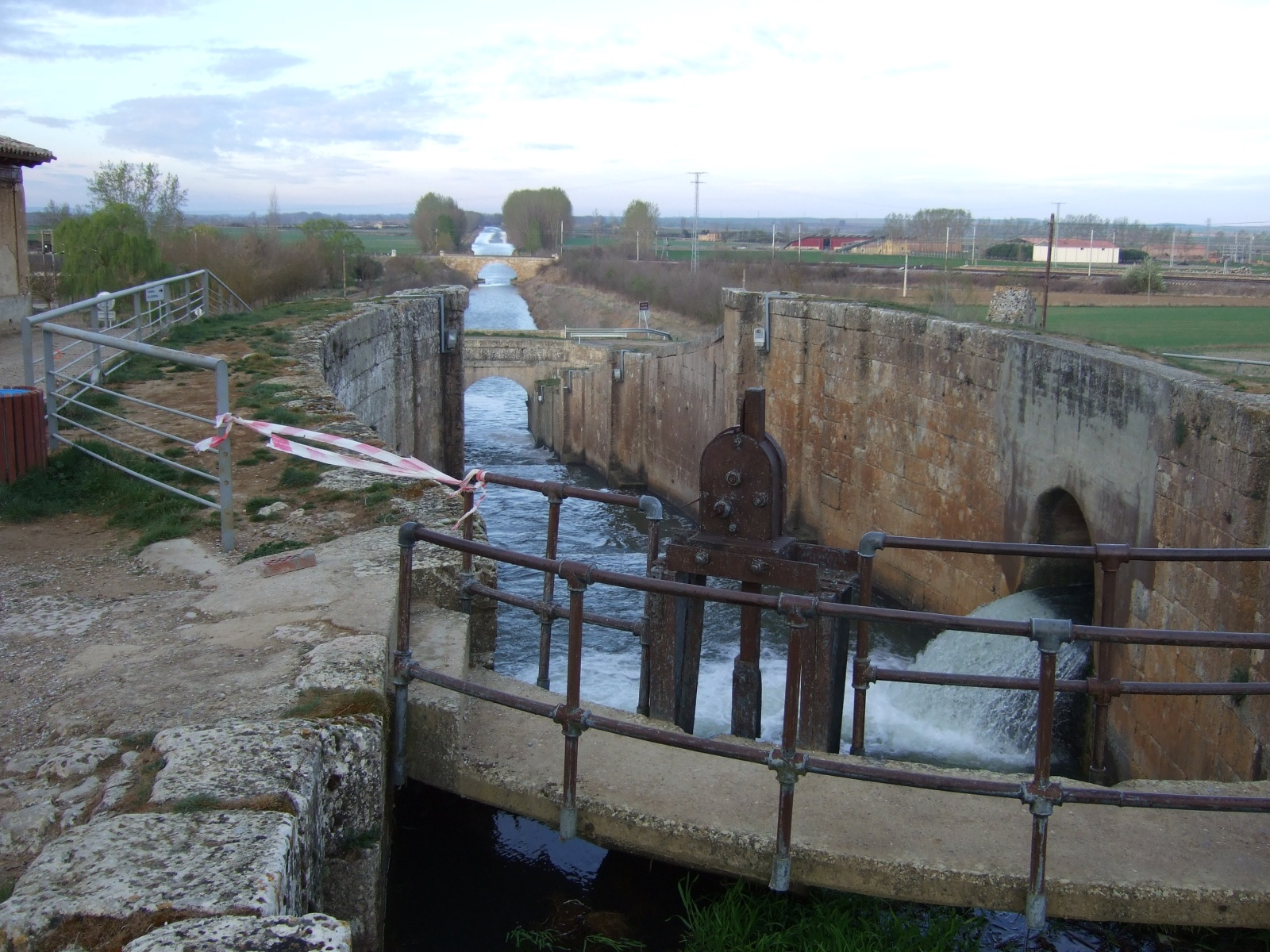
Wehr bei Fromista am Jakobsweg

Heute bildet das große umgedrehte 'Y', das die Region Kastilien-León in Nord-Süd-Richtung durchfließt, einen wichtigen Naturraum. Der Uferbereich ist an vielen Stellen mit Schilfrohr und Rohrkolben bewachsen, dahinter folgt eine Art Galeriewald mit Ulmen, Pappeln und Silberpappeln, Eschen, Weiden, Haselbüschen und Geißblatt. Am Rand des Galeriewalds schließt sich eine dritte Zone aus Sträuchern an. Am Kanal leben unter anderem Rohrweihe, Reiher, Schwäne und Gänsevögel.
Die zahlreichen Schleusen, Mehlfabriken, Mühlen, Häfen, Lagergebäude und Kais sind durch verschiedene Projekte entlang des Kanals in die kulturelle und touristische Infrastruktur der Region eingebunden worden oder dafür vorgesehen. Auch die Leinpfade entlang der Kanäle werden zunehmend für Rad- und Wandertourismus genutzt. Zwischen den Ortschaften Boadilla del Camino und Frómista führt der Jakobsweg entlang des südlichen Ufers.